# آنگوس سمپسون
آنگوس موری لینکلن سمپسون (انگلیسی: Angus Murray Lincoln Sampson، زادهٔ ۱۹۷۹) بازیگر، کارگردان، تهیه‌کننده و نویسندهٔ اهل استرالیا است.

## اوایل زندگی
سمپسون در سیدنی استرالیا زاده شد، در شمال ولز جنوبی جدید تحصیل کرده است. وی در سال ۲۰۰۲ از دانشکده اوارد (به انگلیسی: International School Award) فارغ‌التحصیل شد.

## حرفه
سمپسون تا به حال نقش‌های متفاوتی را در فیلم‌های گوناگون از جمله مکس دیوانه: خشم جاده، اضافهٔ عسل، توطئه آمیز، توطئه‌آمیز: فصل ۲، قاطر، تابستان برنامه، بلایندر، آبشار تاریکی، تیغ خواران، و پای افسانه‌ای ایفا کرده است.
در سال ۲۰۱۰ سمپسون با کمک دوست خود لی ونل سری فیلم‌های توطئه‌آمیز را توسعه داد.

## فیلم‌شناسی
| سال  | عنوان                                  | نقش                 | نوشته             |
| ---- | -------------------------------------- | ------------------- | ----------------- |
| ۱۹۹۸ | سگ‌ها                                   | پروزاک              |                   |
| ۱۹۹۹ | لبخند و موج                            | ری                  | فیلم کوتاه        |
| ۲۰۰۳ | داوران                                 | استِو                | فیلم کوتاه        |
| ۲۰۰۳ | آبشار تاریکی                           | ریموند (ری) وینچستر |                   |
| ۲۰۰۳ | پیتزا چاق                              | جانکی               |                   |
| ۲۰۰۳ | تیغ خواران                             | سایک سی             |                   |
| ۲۰۰۵ | تو و همسر احمقت                        | جفری                |                   |
| ۲۰۰۶ | کوکودا                                 | دن                  |                   |
| ۲۰۰۶ | پای افسانه‌ای                           | لوییدی              |                   |
| ۲۰۰۷ | احساس تنهایی                           | راب                 | فیلم کوتاه        |
| ۲۰۰۷ | موش‌ها و گربه‌ها                         | رابر                |                   |
| ۲۰۰۹ | آخرین شام                              | جوداس               | فیلم کوتاه        |
| ۲۰۰۹ | بیداری                                 | جاناتان             | فیلم کوتاه        |
| ۲۰۰۹ | خیابان آسمانی                          | آه گونگ             | فیلم کوتاه        |
| ۲۰۰۹ | جایی که چیزهای وحشی هستند              | مجری کت و شلوار گاو |                   |
| ۲۰۱۰ | من هم تو را دوست دارم                  | قاتل                |                   |
| ۲۰۱۰ | پاپ                                    | مرد                 | فیلم کوتاه        |
| ۲۰۱۰ | تابستان کودا                           | فرانکی              |                   |
| ۲۰۱۰ | توطئه‌آمیز                              | تاکر                |                   |
| ۲۰۱۰ | افسانه نگهبان                          | جوت (صدا)           |                   |
| ۲۰۱۱ | یک کرگدن در سقف کیک خوردن ما وجود دارد | پدر                 | فیلم کوتاه        |
| ۲۰۱۱ | پست آخرالزمانی مرد                     | مست                 | فیلم کوتاه        |
| ۲۰۱۱ | مناقصه                                 | مکس                 | فیلم کوتاه        |
| ۲۰۱۱ | تدی                                    | جیم                 | فیلم کوتاه        |
| ۲۰۱۱ | حمله                                   | سرباز               | فیلم کوتاه        |
| ۲۰۱۲ | ۱۰۰ جریب خونی                          | لیندسی مورگان       |                   |
| ۲۰۱۳ | چشم‌بند                                 | فرانکی              |                   |
| ۲۰۱۳ | توطئه‌آمیز: فصل ۲                       | تاکر                |                   |
| ۲۰۱۴ | قاطر                                   | ری جنکسین           |                   |
| ۲۰۱۵ | مکس دیوانه                             | مکانیک آلی          |                   |
| ۲۰۱۵ | توطئه‌آمیز: فصل ۳                       | تاکر                |                   |
| ۲۰۱۵ | اضافه عسل                              | میک کرویسون         |                   |
| ۲۰۱۸ | وینچستر                                |                     |                   |
| ۲۰۱۸ | توطئه‌آمیز: فصل ۴                       | تاکر                |                   |
| TBA  | هدف بعدی پیروزی است                    | TBA                 | مراحل پس از تولید |